# Liste der Kulturdenkmale in Schleiz
Die Liste der Kulturdenkmale in Schleiz umfasst die als Einzeldenkmale, Bodendenkmale und Denkmalensembles erfassten Kulturdenkmale auf dem Gebiet der Stadt Schleiz im thüringischen Saale-Orla-Kreis (Stand: August 2022). Die Angaben in der Liste ersetzen nicht die rechtsverbindliche Auskunft der zuständigen Denkmalschutzbehörde.

## Legende
- Bild: zeigt ein Bild des Kulturdenkmals und gegebenenfalls einen Link zu weiteren Fotos des Kulturdenkmals im Medienarchiv Wikimedia Commons
- Bezeichnung: Name, Bezeichnung oder die Art des Kulturdenkmals
- Lage: Wenn vorhanden Straßenname und Hausnummer des Kulturdenkmals; Grundsortierung der Liste erfolgt nach dieser Adresse. Der Link Karte führt zu verschiedenen Kartendarstellungen und nennt die Koordinaten des Kulturdenkmals.
 Kartenansicht, um Koordinaten zu setzen – in dieser Kartenansicht sind Kulturdenkmale ohne Koordinaten mit einem roten bzw. orangen Marker dargestellt und können in der Karte gesetzt werden. Kulturdenkmale ohne Bild sind mit einem blauen bzw. roten Marker gekennzeichnet, Kulturdenkmale mit Bild mit einem grünen bzw. orangen Marker.
- Datierung: gibt das Jahr der Fertigstellung beziehungsweise das Datum der Erstnennung oder den Zeitraum der Errichtung an
- Beschreibung: bauliche und geschichtliche Einzelheiten des Kulturdenkmals, vorzugsweise die Denkmaleigenschaften
- ID: Die ID identifiziert das Kulturdenkmal eindeutig. In Thüringen sind aktuell keine IDs veröffentlicht. In der ID-Spalte kann sich auch folgendes Icon  befinden, dies führt zu Angaben zu diesem Kulturdenkmal bei Wikidata.

## Kulturdenkmale nach Ortsteilen

### Burgk
| Bild                           | Bezeichnung                                                                     | Lage                            | Datierung | Beschreibung | ID |
| ------------------------------ | ------------------------------------------------------------------------------- | ------------------------------- | --------- | ------------ | -- |
| weitere Bilder Fotos hochladen | Schlosskomplex mit Vorburg, Sophienberg und Pavillon sowie deren Ortssilhouette | Burg- und Schlossanlage (Karte) |           |              |    |
| weitere Bilder Fotos hochladen | Schloss Burgk                                                                   | (Karte)                         |           | Bodendenkmal |    |
| BW                             | Wallanlage Majorsgrab (Schwedenschanze)                                         | (Karte)                         |           | Bodendenkmal |    |

### Burgkhammer
Keine denkmalgeschützten Objekte.

### Crispendorf
| Bild                                    | Bezeichnung                  | Lage               | Datierung | Beschreibung | ID |
| --------------------------------------- | ---------------------------- | ------------------ | --------- | ------------ | -- |
| Direkt Bild zu diesem Denkmal hochladen | Grabstätte KZ-Häftlinge      | Ortsstraße         |           |              |    |
| Fotos hochladen                         | Stele Todesmarsch April 1945 | Ortsstraße         |           |              |    |
| weitere Bilder Fotos hochladen          | Kirche                       | Ortsstraße (Karte) |           |              |    |

### Dörflas
| Bild                           | Bezeichnung                    | Lage    | Datierung | Beschreibung | ID |
| ------------------------------ | ------------------------------ | ------- | --------- | ------------ | -- |
| weitere Bilder Fotos hochladen | Kirche (ehemalige Gutskapelle) | (Karte) |           |              |    |
| weitere Bilder Fotos hochladen | Wallanlage der Walsburg        | (Karte) |           | Bodendenkmal |    |

### Dröswein
| Bild                                    | Bezeichnung         | Lage           | Datierung | Beschreibung | ID |
| --------------------------------------- | ------------------- | -------------- | --------- | ------------ | -- |
| Direkt Bild zu diesem Denkmal hochladen | Gehöft mit Torfahrt | Birkenstraße 8 |           |              |    |

### Erkmannsdorf
Keine denkmalgeschützten Objekte.

### Gräfenwarth
| Bild                                    | Bezeichnung                                                                | Lage                                                                 | Datierung | Beschreibung | ID |
| --------------------------------------- | -------------------------------------------------------------------------- | -------------------------------------------------------------------- | --------- | ------------ | -- |
| weitere Bilder Fotos hochladen          | Kirche                                                                     | Ortsstraße (Karte)                                                   |           |              |    |
| Direkt Bild zu diesem Denkmal hochladen | Gehöft                                                                     | Am Teich 14 (alt Ortsstraße 16)                                      |           |              |    |
| weitere Bilder Fotos hochladen          | Pumpspeicherkraftwerk Bleiloch und Sperrmaueranlage einschließlich Gebäude | Bleilochtalsperre (Karte)                                            | 1925      |              |    |
| Direkt Bild zu diesem Denkmal hochladen | inschriftloser Stein (sogenannter Franzosenstein)                          | nahe am Waldhaus (neben der Straße zwischen Schleiz und Gräfenwarth) |           | Bodendenkmal |    |

### Grochwitz
| Bild                           | Bezeichnung                                | Lage                      | Datierung | Beschreibung | ID |
| ------------------------------ | ------------------------------------------ | ------------------------- | --------- | ------------ | -- |
| BW                             | Gehöft                                     | Mühlenstraße 20 (Karte)   |           |              |    |
| Fotos hochladen                | Laufwasserkraftwerk Wisenta mit Sperrmauer | Kraftwerk Wisenta (Karte) | 1930er    |              |    |
| weitere Bilder Fotos hochladen | Kirche                                     | Ortsstraße (Karte)        |           |              |    |

### Isabellengrün
Keine denkmalgeschützten Objekte.

### Langenbuch
| Bild                           | Bezeichnung            | Lage                  | Datierung | Beschreibung | ID |
| ------------------------------ | ---------------------- | --------------------- | --------- | ------------ | -- |
| weitere Bilder Fotos hochladen | Kirche mit Ausstattung | Hauptstraße 1 (Karte) |           |              |    |

### Lössau
| Bild                           | Bezeichnung               | Lage    | Datierung | Beschreibung | ID |
| ------------------------------ | ------------------------- | ------- | --------- | ------------ | -- |
| weitere Bilder Fotos hochladen | Kirche mit Ausstattung    | (Karte) |           |              |    |
| Fotos hochladen                | Sachs-Denkmal (Waldhüter) | (Karte) |           |              |    |

### Möschlitz
| Bild                                    | Bezeichnung                                                         | Lage                                           | Datierung | Beschreibung | ID |
| --------------------------------------- | ------------------------------------------------------------------- | ---------------------------------------------- | --------- | ------------ | -- |
| weitere Bilder Fotos hochladen          | Kirche mit Ausstattung                                              | Ortsstraße (Karte)                             |           |              |    |
| weitere Bilder Fotos hochladen          | Ehrenhain für 63 KZ-Häftlinge                                       | Straße zwischen Burgk und Chausseehaus (Karte) |           |              |    |
| Direkt Bild zu diesem Denkmal hochladen | Grabstätte für 14 italienische Kriegsgefangene auf dem Friedhof     | Burgker Straße                                 |           |              |    |
| Fotos hochladen                         | Wirtshausschild (Innung der Zimmerleute) an der Gaststätte Roseneck | Burgker Straße 10 (Karte)                      |           |              |    |

### Oberböhmsdorf
| Bild                                    | Bezeichnung            | Lage               | Datierung | Beschreibung | ID |
| --------------------------------------- | ---------------------- | ------------------ | --------- | ------------ | -- |
| Direkt Bild zu diesem Denkmal hochladen | Blockhaus              | Holzgasse 1        |           |              |    |
| weitere Bilder Fotos hochladen          | Kirche mit Ausstattung | Ortsstraße (Karte) |           |              |    |

### Oschitz
| Bild                                    | Bezeichnung                                                          | Lage                          | Datierung | Beschreibung                                                       | ID |
| --------------------------------------- | -------------------------------------------------------------------- | ----------------------------- | --------- | ------------------------------------------------------------------ | -- |
| weitere Bilder Fotos hochladen          | Kirche mit Friedhof                                                  | (Karte)                       |           |                                                                    |    |
| Direkt Bild zu diesem Denkmal hochladen | Denkmalensemble „Wohnanlage Stahlhelmhäuser“                         | Karl-Liebknecht-Platz         |           |                                                                    |    |
| Direkt Bild zu diesem Denkmal hochladen | Wohnhaus                                                             | Karl-Liebknecht-Platz 1–3     | um 1920   | auch Bestandteil des Denkmalensembles „Wohnanlage Stahlhelmhäuser“ |    |
| Direkt Bild zu diesem Denkmal hochladen | Wohnhaus                                                             | Karl-Liebknecht-Platz 4–6     | um 1920   | auch Bestandteil des Denkmalensembles „Wohnanlage Stahlhelmhäuser“ |    |
| Direkt Bild zu diesem Denkmal hochladen | Hallenkomplex einschließlich Sozialgebäude und ehemaliger Tankstelle | Oschitzer Straße 80           |           |                                                                    |    |
| Direkt Bild zu diesem Denkmal hochladen | Gehöft „Edelhof“, ehemaliges Gut                                     | Stadtweg 14                   |           |                                                                    |    |
| Direkt Bild zu diesem Denkmal hochladen | Gehöft (geschlossene Bebauung)                                       | Stadtweg 16                   |           |                                                                    |    |
| Direkt Bild zu diesem Denkmal hochladen | Wallanlage Burgreste an der Kulm                                     | Koordinaten fehlen! Hilf mit. |           | Bodendenkmal                                                       |    |

### Schleiz
| Bild                                    | Bezeichnung | Lage                                     | Datierung | Beschreibung | ID |
| --------------------------------------- | --- | ---------------------------------------- | --------- | --- | -- |
| BW                                      | Denkmalensemble „Kirchplatz“                                                                                     | Kirchplatz (Karte)                       |           | Häuser Nr. 2, 3, 4, mit Stadtkirche und Kirchgasse 15                                                                             |    |
| BW                                      | Denkmalensemble „Markt“                                                                                          | Markt (Karte)                            |           | Markt 1–29 mit Mündungsbereich Elisenstraße 1, Badergasse 1, Bahnhofstraße 1, Alter Berg 1–8, Pfortengasse 1–13, Teichstraße 1–14 |    |
| Fotos hochladen                         | Denkmalensemble „Neumarkt“                                                                                       | Neumarkt (Karte)                         |           | Neumarkt 1–23 mit Brunnengasse 1 und 2                                                                                            |    |
| weitere Bilder Fotos hochladen          | Denkmalensemble „Schlossanlage“                                                                                  | Schlossanlage (Karte)                    |           | Schlossanlage mit Parkanlage, Mauern, Mauerreste, Türme, Marstall, Rentamt + Pahlhornstraße und Schloßgasse; auch Bodendenkmal.   |    |
| Fotos hochladen                         | Amtsgebäude der Polizeiinspektion Saale-Orla                                                                     | Alter Berg 7 (Karte)                     |           | auch Bestandteil des Denkmalensembles „Schlossanlage“                                                                             |    |
| weitere Bilder Fotos hochladen          | Villa, ehemaliges Bahnhofshotel                                                                                  | Am Bahnhof 1 (Karte)                     |           | |    |
| BW                                      | Teil des ehemaligen Marstalls (Umnutzung)                                                                        | Am Schloß 2 (Karte)                      |           | auch Bestandteil des Denkmalensembles „Schlossanlage“                                                                             |    |
| BW                                      | Teil des ehemaligen Marstalls (Umnutzung, derzeit öffentliches Gebäude)                                          | Am Schloß 4 (Karte)                      |           | auch Bestandteil des Denkmalensembles „Schlossanlage“                                                                             |    |
| Fotos hochladen                         | 2 Schlosstürme                                                                                                   | Am Schloß (Karte)                        |           | auch Bestandteil des Denkmalensembles „Schlossanlage“                                                                             |    |
| Direkt Bild zu diesem Denkmal hochladen | Kontor- und Wohnhaus und Fabrikgebäude                                                                           | Augasse 14                               |           | |    |
| Direkt Bild zu diesem Denkmal hochladen | Villa mit Grundstück und Einfriedung                                                                             | August-Bebel-Straße 1                    |           | |    |
| Direkt Bild zu diesem Denkmal hochladen | Goetheschule mit Turnhalle                                                                                       | August-Bebel-Straße 10                   |           | |    |
| weitere Bilder Fotos hochladen          | Rathaus | Bahnhofstraße 1 (Karte)                  |           | auch Bestandteil des Denkmalensembles „Markt“                                                                                     |    |
| weitere Bilder Fotos hochladen          | Bergkirche mit Ausstattung, Torhaus, Bergkirchnerei, Friedhof mit Grabsteinen und Ummauerung mit Nebengebäude(n) | Bergstraße 11 (Karte)                    |           | |    |
| Direkt Bild zu diesem Denkmal hochladen | Inschrifttafel                                                                                                   | Brunnengasse 8                           |           | |    |
| Direkt Bild zu diesem Denkmal hochladen | ehemaliges Gefängnis („Fronveste“) Bettelsburg – Geschäftshaus                                                   | Elisenstraße 20                          |           | |    |
| Direkt Bild zu diesem Denkmal hochladen | Villa Richard Baumann mit Grundstück und Einfriedung                                                             | Fröbelstraße 1                           | 1906      | |    |
| Direkt Bild zu diesem Denkmal hochladen | Villa Otto Baumann mit Grundstück und Einfriedung                                                                | Fröbelstraße 3                           | 1910      | |    |
| Direkt Bild zu diesem Denkmal hochladen | Villa Kurt Baumann mit Pavillon, Grundstück und Einfriedung                                                      | Fröbelstraße 4                           | 1908      | |    |
| Direkt Bild zu diesem Denkmal hochladen | Wohnhaus | Geraer Straße 17                         |           | Doppelhaushälfte zu Geraer Straße 15 im Villenstil                                                                                |    |
| weitere Bilder Fotos hochladen          | St.-Wolfgangs-Kapelle mit Ausstattung                                                                            | Gratweg (Karte)                          |           | |    |
| Direkt Bild zu diesem Denkmal hochladen | Städtische Hofanlage                                                                                             | Heinrichstraße 2/Hofer Straße 9          | 1729      | |    |
| Direkt Bild zu diesem Denkmal hochladen | Mahnmal für die Opfer des Faschismus                                                                             | Hofer Straße                             |           | |    |
| weitere Bilder Fotos hochladen          | Duden-Gymnasium                                                                                                  | Hofer Straße 10 (Karte)                  | 1907–1909 | 1907–1909 als fürstliches Landesseminar errichtet                                                                                 |    |
| Direkt Bild zu diesem Denkmal hochladen | Portal eines Büro- und Geschäftshauses                                                                           | Hofer Straße 14                          |           | |    |
| weitere Bilder Fotos hochladen          | Stadtkirche | Kirchplatz (Karte)                       |           | auch Bestandteil des Denkmalensembles „Kirchplatz“                                                                                |    |
| weitere Bilder Fotos hochladen          | Rutheneum (Museum)                                                                                               | Kirchplatz 4 (Karte)                     |           | auch Bestandteil des Denkmalensembles „Kirchplatz“                                                                                |    |
| Fotos hochladen                         | 2 Marktbrunnen                                                                                                   | Marktbrunnen                             |           | auch Bestandteil des Denkmalensembles „Markt“                                                                                     |    |
| BW                                      | Inschrifttafel                                                                                                   | Markt 24 (Karte)                         |           | auch Bestandteil des Denkmalensembles „Markt“                                                                                     |    |
| BW                                      | Inschrifttafel                                                                                                   | Markt 28 (Karte)                         |           | auch Bestandteil des Denkmalensembles „Markt“                                                                                     |    |
| weitere Bilder Fotos hochladen          | Alte Münze | Neumarkt 13 (Karte)                      | 1600/01   | auch Bestandteil des Denkmalensembles „Neumarkt“; Münzstätte 1678–1681.                                                           |    |
| BW                                      | Wohn- und Geschäftshaus                                                                                          | Neumarkt 16 (Karte)                      |           | auch Bestandteil des Denkmalensembles „Neumarkt“                                                                                  |    |
| BW                                      | Wohn- und Geschäftshaus                                                                                          | Neumarkt 17 (Karte)                      |           | auch Bestandteil des Denkmalensembles „Neumarkt“                                                                                  |    |
| Direkt Bild zu diesem Denkmal hochladen | Brunnenbecken | Nikolaiplatz                             |           | Fragmente im Zuge von Straßenbaumaßnahmen 2010 entfernt                                                                           |    |
| Fotos hochladen                         | Hauptgebäude Landratsamt                                                                                         | Oschitzer Straße 4                       |           | |    |
| Direkt Bild zu diesem Denkmal hochladen | Wohnhaus, ehemaliges Kirchgemeindehaus                                                                           | Oschitzer Straße 13                      |           | |    |
| Direkt Bild zu diesem Denkmal hochladen | Wohnhaus | Schloßberg 1                             |           | auch Bestandteil des Denkmalensembles „Schlossanlage“                                                                             |    |
| weitere Bilder Fotos hochladen          | Ehrenhain für sowjetische Soldaten                                                                               | Schloßpark (Karte)                       |           | |    |
| Direkt Bild zu diesem Denkmal hochladen | Wappentafel | Schulplatz 1                             |           | |    |
| Direkt Bild zu diesem Denkmal hochladen | Wohn- und Geschäftshaus                                                                                          | Schulplatz 3/4                           |           | |    |
| Direkt Bild zu diesem Denkmal hochladen | Stadtbefestigung                                                                                                 | Stadtmauer                               |           | Mauerreste u.a. Am Graben/Mühlgrabenweg mit „Alter Turm“, Pfortengasse bis Schalenturm                                            |    |
| BW                                      | Pavillon | Werner-Seelenbinder-Straße 4 (Karte)     |           | auch Bestandteil des Denkmalensembles „Schlossanlage“                                                                             |    |
| Direkt Bild zu diesem Denkmal hochladen | Sühnekreuz (ohne Inschrift liegend), sogenannter Franzosenstein                                                  | Straße zwischen Saalburg und Schleiz     |           | Bodendenkmal |    |
| BW                                      | Steinkreuz | an der Straße nach Oberböhmsdorf (Karte) |           | Bodendenkmal |    |

### Wüstendittersdorf
Keine denkmalgeschützten Objekte.